# Arnaud Feist

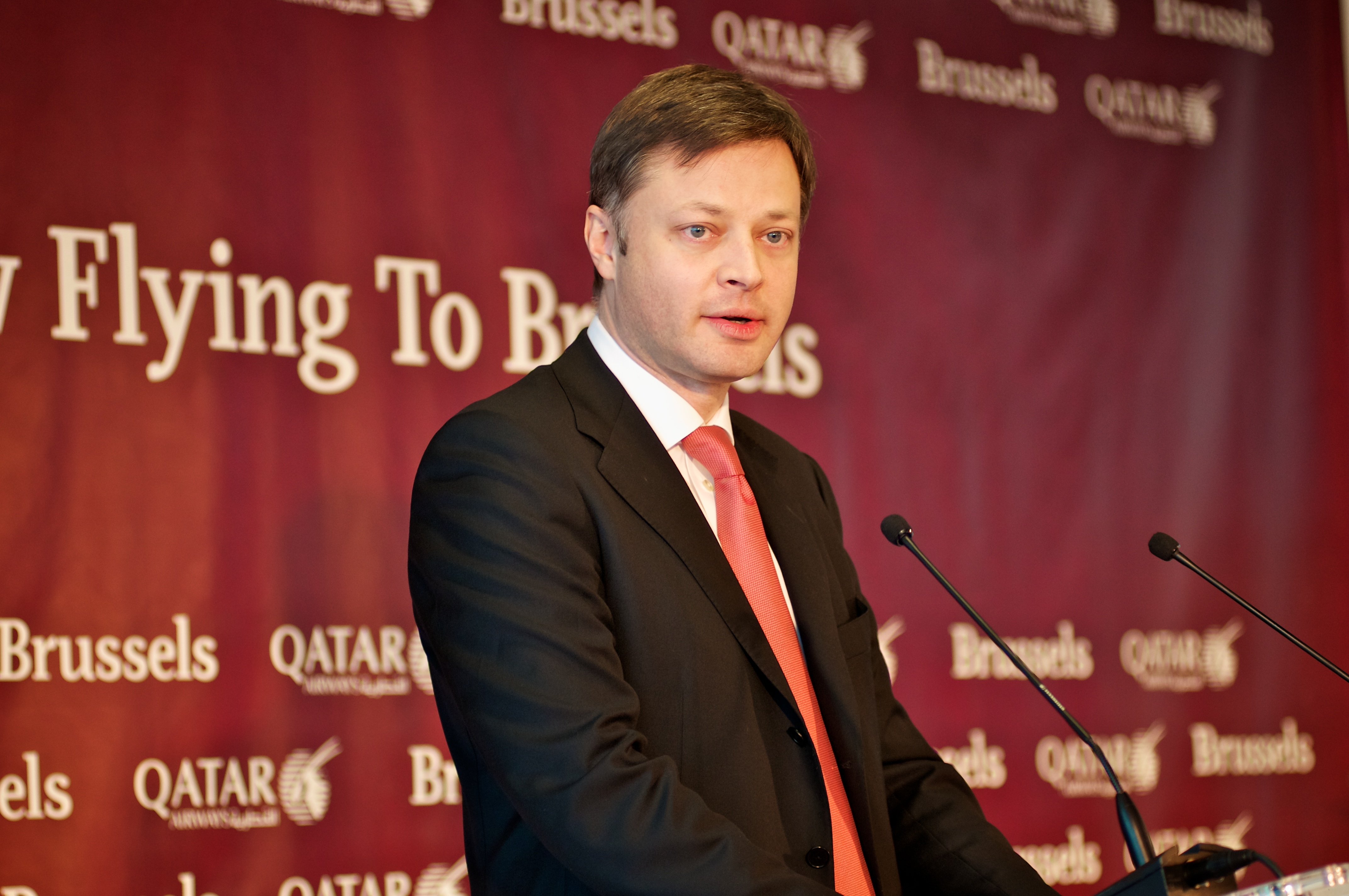
Arnaud Feist

Arnaud Feist is een Belgisch bedrijfsleider. Sinds 2010 is hij CEO van Brussels Airport Company.

## Biografie
Arnaud Feist is handelsingenieur van opleiding en behaalde ook een master in fiscaal recht. Na zijn studies werkte hij bij Coopers & Lybrand, Swift en SCA Packaging. In 2005 werd hij financieel directeur van Brussels Airport Company. In september 2009 werd hij tijdelijk voorzitter van het directiecomité in opvolging van Wilfried Van Assche. In februari 2010 werd hij CEO van de luchthavenuitbater.
Feist is ook bestuurslid van Brussels Enterprises Commerce and Industry (BECI), Airports Council International (ACI) en Airports Council International Europe (ACI Europe), waarvan hij van 2013 tot 2015 voorzitter was. Hij is tevens lid van het strategisch comité van het Verbond van Belgische Ondernemingen (VBO), lid van het raadgevend comité van Toerisme Vlaanderen en lid van de Vlaamse Luchthavencommissie.